# Quercus crassifolia
Quercus crassifolia är en bokväxtart som beskrevs av Aimé Bonpland. Quercus crassifolia ingår i släktet ekar, och familjen bokväxter. Inga underarter finns listade.